# American Gigolo
American Gigolo és una pel·lícula estatunidenca dirigida per Paul Schrader, estrenada el 1980. Aquesta pel·lícula ha estat doblada al català.

## Argument
Julian Kay (Richard Gere) és un home que es prostitueix a Los Angeles. La seva "feina" sadolla el seu gust prohibitiu pels cotxes, els equips estereofònics i la roba (que li serveix de substitut al contacte emocional). És de vegades de manera flagrant narcisista i superficial, tanmateix afirma obertament que gaudeix amb el seu "treball", sent capaç de satisfer sexualment una dona.
Després d'una feina per la seva primera mitjancera, Anne (Nina Van Pallandt), troba Michelle Stratton (Lauren Hutton), una dona insatisfeta d'un polític local, que s'interessa per ell. L'altre "defensor" de Julian, Leon (Bill Duke), l'envia a la casa d'un financer, qui demana a Julian d'abusar físicament i de tenir una relació sexual amb la seva dona, en la seva presència.
Més tard, Julian s'entera que la dona del financer ha estat assassinada. L'inspector Sunday (Hector Elizondo) de la policia de Los Angeles investiga Julian com a primer sospitós. Bé que va ser amb una clienta la nit de l'homicidi, aquesta clienta es nega a proveir una coartada a Julian, per protegir la seva reputació i la del seu marit.
La pel·lícula junta en aquest punt un fet real: un activista sindicalista, Joe Hill, va ser inculpat d'homicidi al començament del segle XX perquè es negava a cridar una dona que era la seva coartada, sent amb ell la nit de l'homicidi, ja que era casada. Hill era un cavaller de la "vella escola" i va passar per consegüent davant l'escamot d'execució. La diferència és que Hill va guardar el silenci i que a la pel·lícula Julian Kay va demanar al testimoni que testifiqués la seva presència i s'hi va negar.
Al mateix temps que la seva relació amb Michelle s'intensifica, la sospita d'homicidi es fa cada vegada més forta. S'adona de seguida que és sospitós i es desespera. El seu declivi és representat visualment per un deixar-se anar: roba rebregada, cara mal afaitada, lloguer d'un cotxe de baix preu.... Julian s'enfronta finalment a Leon, ocupat amb un que també "treballa" per ell. Leon reconeix implícitament que un dels gigolós que treballen per ell ha matat involuntàriament la dona del multimilionari. Leon havia concebut llavors amb el seu marit un pla per fer acusar Julian, el punt feble del cercle poc virtuós que gravita al voltant d'aquests llibertins. Després d'una reacció sobtada de Julian, Leon Jaime bolca sobre la barana del seu balcó; malgrat les temptatives de Julian per retenir-lo, acaba per caure en el buit... mentre que el seu giton fuig precipitadament de l'immoble. Sense ningú més d'ara endavant disculpar-lo per, refusant l'ajuda dels advocats enviats per Michelle per defensar-se, Julian acaba a la presó, evitant per poc una segona inculpació per l'homicidi de Leon; tanmateix Michelle arrisca finalment la seva reputació i la del seu marit proveint a Julian una coartada que el pugui salvar.
En la presa final, Julian reposa tendrament la seva cara contra el vidre que el separa de la mà de Michelle. Es comprèn que la seva vida canviarà totalment d'ara endavant.

## Repartiment
- Richard Gere: Julian Kaye
- Lauren Hutton: Michelle Stratton
- Hector Elizondo: Inspector Sunday
- Nina Van Pallandt: Anne
- Bill Duke: Léon
- Brian Davies: Charles Stratton
- K Callan: Lisa Williams
- Tom Stewart: M. Rheiman
- Patricia Carr: Judy Rheiman
- David Cryer: Tinent Curtis
- Carole Cook: Sra. Dobrun
- Carol Bruce: Sra. Sloan
- Frances Bergen: Sra. Laudner
- Macdonald Carey: Actor de Hollywood
- William Dozier: L'advocat de Michelle
- Richard Derr: M. Williams

## Al voltant de la pel·lícula
- Christopher Reeve i John Travolta van refusar el paper principal. De fet, la pel·lícula havia estat pensada amb John Travolta pel paper del títol; és el seu agent que va refusar la proposició ! L'èxit guanyat per aquesta pel·lícula sense grans pretensions va ser prou ressonant el 1980; imatges llepades, una pintura sense complaença de l'entorn brillant típic de l'època a L.A., segons un estil proper a Paul Schrader. La pel·lícula es beneficiava també d'una banda sonora excepcional composta per Giorgio Moroder (la seqüència d'introducció descobrint a poc a poc Julian enfossat al seu cabriolé 500SL, mentre que "Call me" interpretat per Blondie arrenca al mateix ritme desenfrenat, és inoblidable).
- Se sap que després de l'èxit enorme de Saturday Night Fever i Grease, a Travolta li ha faltat la continuació de la seva carrera i ha hagut de sofrir una llarga travessa del desert abans de trobar papers mesura del seu talent (Pulp Fiction, Spearfish...). Es comprèn que hagi expulsat llavors el seu agent maldestre després d'haver vist Richard Gere fer-se immediatament una estrella gràcies a aquesta pel·lícula a la vegada thriller i "pintura sociològica".
- Richard Gere és vestit per Giorgio Armani i la pel·lícula contribuirà a l'ascensió de la marca.

## Nominacions
- Globus d'Or a la millor banda sonora original
- Globus d'Or a la millor cançó original (Call Me), 1981.